# Denis Majstorović
Denis Majstorović (Pakrac, 23 giugno 1989) è un rugbista a 15 italiano di origine croata, tre quarti centro del Reggio Emilia.

## Biografia
Nato a Pakrac, nell'allora repubblica jugoslava di Croazia, Majstorović vive in Italia fin da quando la sua famiglia decise di emigrare per sfuggire alle guerre che distrussero il suo Paese; formatosi rugbisticamente nell'Alpago, a 15 anni entrò nelle giovanili del Noceto nella cui prima squadra esordì a 18 anni, guadagnando dapprima la promozione in serie A e, successivamente, in Eccellenza.
Internazionale giovanile tra il 2009 e il 2010 con due edizioni del Sei Nazioni Under-20 nel curriculum, nel 2010 si trasferì in Eccellenza ai Cavalieri di Prato e, nel 2012, fu selezionato per la Nazionale A.
Durante il periodo di militanza in Toscana fu anche permit player della franchise di Pro12 degli Aironi ma non fu mai impiegato.
Nel 2014 fu ingaggiato dal Rovigo con cui alla sua prima stagione giunse alla finale di campionato, poi persa contro Calvisano; nella stagione successiva, oltre a diventare permit player per il Benetton riguadagnò la finale di campionato, ancora contro Calvisano, ma in tale occasione vincendola e laureandosi campione d'Italia.

## Palmarès
- Campionati italiani: 1
Rovigo: 2015-16